# Liga Asobal 2021/22
Die Liga Asobal 2021/22 war die 32. Spielzeit der Liga Asobal, der höchsten Spielklasse im spanischen Männerhandball. Nach dem Hauptsponsor wurde sie Liga Sacyr Asobal genannt. Die Spielzeit begann am 11. September 2021. Der Verband RFEBM war Ausrichter der Meisterschaft, die der FC Barcelona gewann.

## Teams
16 Teams spielen in der Saison 2021/22 um den spanischen Meistertitel: FC Barcelona (Meister), Bidasoa Irun, Fraikin BM Granollers, BM Logroño La Rioja, Frigoríficos Morrazo, BM Benidorm, Incarlopsa Cuenca, Viveros Herol, Helvetia Anaitasuna, Ángel Ximénez Puente Genil, ABANCA Ademar León, Bada Huesca, Unicaja Banco Sinfín, Recoletas Atlético Valladolid, Bathco BM Torrelavega (Aufsteiger) und BM Iberoquinoa Antequera (Aufsteiger).
Titelverteidiger ist durchgehend seit 2011 der FC Barcelona. Der Erstplatzierte nach Abschluss der Spielzeit ist spanischer Meister. Die beiden letztplatzierten Teams steigen in die División de Honor Plata ab.

## Ergebnisse
Fünf Spieltage vor Ende der Saison stand der FC Barcelona erneut als Meister fest, es war die zwölfte in Folge von 29 Meisterschaften des Vereins aus Barcelona. Absteiger waren Viveros Herol und BM Iberquera Antequera. In der Relegation zwischen dem Drittletzten der Liga Asobal, Unicaja Banco Sinfín, und dem Drittplatzierten der zweiten Liga, Horneo Sporting Alicante, konnte sich das Team aus Santander durchsetzen und die Klasse halten.
Für Barça gab es in der Spielzeit 2021/22 die erste Niederlage in der Meisterschaft seit April 2018, als in der Spielzeit 2017/18 gegen BM Granollers ein Spiel verloren ging. Der spanische Verband wertete den 47:28-Sieg im Spiel von Barça gegen Bathco BM Torrelavega in ein 0:10 um. Barça hatte in dem Spiel, das am 30. November 2021 nachgeholt worden war, mit Youssef Ben Ali einen Spieler eingesetzt, der zum ursprünglich geplanten Spieltermin am 10. Oktober 2021 noch nicht spielberechtigt war.

## Abschlusstabelle
| Pl.                                | Verein                                | Sp. | S  | U | N  | Tore      | Diff. | Punkte  |
| ---------------------------------- | ------------------------------------- | --- | -- | - | -- | --------- | ----- | ------- |
| 1.                                 | Barça (M) (/Kader)                    | 30  | 28 | 1 | 1  | 1052:7970 | +255  | 057:30  |
| 2.                                 | Frankin BM Granollers (/Kader)        | 30  | 21 | 2 | 7  | 0936:8530 | +83   | 044:160 |
| 3.                                 | Bidasoa Irun                          | 30  | 20 | 2 | 8  | 0887:8030 | +84   | 042:180 |
| 4.                                 | BM Benidorm                           | 30  | 16 | 3 | 11 | 0876:8500 | +26   | 035:250 |
| 5.                                 | Incarlopsa Cuenta                     | 30  | 16 | 2 | 12 | 0888:8830 | +5    | 034:260 |
| 6.                                 | BM Logroño La Rioja                   | 30  | 17 | 0 | 13 | 0945:9240 | +21   | 034:260 |
| 7.                                 | ABANCA Ademar León                    | 30  | 14 | 2 | 14 | 0939:9450 | −6    | 030:300 |
| 8.                                 | Helvetia Anaitasuna                   | 30  | 13 | 3 | 14 | 0902:8760 | +26   | 029:310 |
| 9.                                 | Bada Huesca                           | 30  | 11 | 6 | 13 | 0880:8960 | −16   | 028:320 |
| 10.                                | Ángel Ximénez Puente Genil            | 30  | 12 | 2 | 16 | 0861:8810 | −20   | 026:340 |
| 11.                                | Bathco BM Torrelavega (N)             | 30  | 11 | 4 | 15 | 0850:8650 | −15   | 026:340 |
| 12.                                | Frigoríficos del Morrazo (/Kader)     | 30  | 11 | 4 | 15 | 0832:8510 | −19   | 026:340 |
| 13.                                | Recoletas Atlético Valladolid         | 30  | 9  | 4 | 17 | 0857:9310 | −74   | 022:380 |
| 14.                                | Unicaja Banco Sinfín                  | 30  | 8  | 5 | 17 | 0793:8620 | −69   | 021:390 |
| 15.                                | Viveros Herol Balonmano Nava (/Kader) | 30  | 8  | 4 | 18 | 0832:9210 | −89   | 020:400 |
| 16.                                | BM Iberoquinoa Antequera (N)          | 30  | 2  | 2 | 26 | 0713:9050 | −192  | 06:540  |
| Quelle: RFEBM, Stand: 31. Mai 2022 |                                       |     |    |   |    |           |       |         |

Legende:

## MVP Asobal
Die Liga zeichnet monatlich einen Spieler als Most Valuable Player (Wertvollster Spieler) aus. Drei Spieler werden jeweils vorgeschlagen, der Spieler mit dem höchsten Stimmanteil gewinnt den Titel MVP Asobal.
- September 2021: Gonzalo Pérez Arce[5] (León)
- Oktober 2021: José Manuel Sierra[6] (Irún)
- November 2021: Rudolph Hackbarth[7] (Huesca)
- Februar 2022: Iñaki Cavero[8] (Irún)
- April 2022: Jorge Serrano[9] (Valladolid)
- Mai 2022: David Iglesias (Cangas)

## Beste Spieler (equipo ideal)
Im Juli 2022 wurden die besten Spieler der Saison ausgezeichnet. Zur equipo ideal gehören: Gonzalo Pérez de Vargas, Daniel Fernández Jiménez, Antonio García, Agustín Casado, Dika Mem, Aleix Gómez und Ludovic Fabregas. Als bester Trainer wurde Álex Mozas ausgezeichnet. Thiagus Petrus wurde als bester Verteidiger und Álex Rubiño als bester neuer Spieler ausgewählt.

## Beste Torschützen
| Tore | Spieler                  | Spiele (Tore pro Spiel) | Verein                        | Gesamttore des Vereins |
| ---- | ------------------------ | ----------------------- | ----------------------------- | ---------------------- |
| 206  | Chema Márquez            | 30 (6,9)                | Frankin BM Granollers         | 936                    |
| 200  | Gonzalo Pérez Arce       | 30 (6,7)                | ABANCA Ademar León            | 936                    |
| 172  | Thiago Alves Ponciano    | 30 (5,7)                | Incarlopsa Cuenta             | 888                    |
| 157  | David Iglesias Estévez   | 30 (5,2)                | Frigoríficos del Morrazo      | 832                    |
| 155  | Jorge Serrano Villalobos | 23 (6,7)                | Recoletas Atlético Valladolid | 857                    |

## Beste Torhüter
| Paraden | Spieler                 | Würfe aufs Tor | Quote  | Verein                       |
| ------- | ----------------------- | -------------- | ------ | ---------------------------- |
| 325     | Rangel da Rosa          | 1018           | 31,9 % | Frankin BM Granollers        |
| 285     | Dzmitry Patotski        | 0948           | 30,1 % | Viveros Herol Balonmano Nava |
| 254     | Roberto Rodríguez Lario | 0872           | 29,1 % | BM Benidorm                  |
| 251     | Milan Bomaštar          | 0902           | 27,8 % | ABANCA Ademar León           |
| 248     | Jorge Pérez Molina      | 0824           | 30,1 % | BM Logroño La Rioja          |